# Уэлс
Уэлс (англ. Wells) — небольшой епархиальный город и община, административный центр округа Мендип в английском графстве Сомерсет, южнее Бата, знаменитый своим готическим собором. Статус города Уэлс имеет с 1974 года (несмотря на то, что на тот момент в городе было 1205 жителей), по указу королевы Елизаветы II от 1 апреля 1974 года. Это второй после Сити самый маленький населённый пункт со статусом города в Англии, но в Уэльсе есть ещё меньше город — Сент-Дейвидс, это самый маленький город в Великобритании.
Название города означает по-английски «источники» и указывает на множество минеральных ключей, которыми он славился в прошлом.

## История

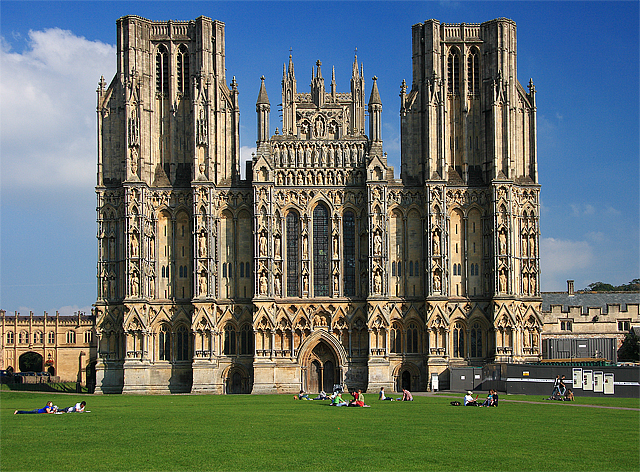
Уэлский кафедральный собор.

Город был основан римскими поселенцами, но важным центром он стал при саксах, когда король Уэссекса Ине основал кафедральный собор в 704 году. Двести лет спустя город становится резиденцией местного епископа, но в 1088 году резиденция была переведена в Бат. Это вызвало серьёзные споры между священниками Уэлса и монахами Бата. Споры продолжались до тех пор, пока епархия не была переименована в епархию Бата и Уэлса. До 1160 года, до того, как епископ Роберт не сформировал первый устав города, Уэлс был деревенькой. В этом же 1160 году было позволено торговать и организовывать ярмарки в городе.
Уэлс был включен в Книгу Страшного суда в 1086 году как Уэлле, от старо-английского слова wiells, и был указан не как город, а поселение с четырьмя усадьбами и населением 132 человека, когда на самом деле в то время население составляло 500—600 человек.
Во время английской гражданской войны войска парламента использовали собор как стойла для своих лошадей и, занимаясь стрельбой в помещении собора, разрушили значительную часть богато украшенных скульптур. Уильям Пенн, находившийся в Уэлсе незадолго до своего отъезда в Америку, провёл ночь на постоялом дворе «The Crown Inn». Здесь же он был арестован по решению большой толпы на рынке, но, благодаря вмешательству епископа Бата и Уэлса, был освобождён.
Во время восстания в Монмутшире повстанческая армия напала на собор и в гневном порыве против официальной церкви разрушила западную часть собора. Крыша была использована как огневая точка для ведения стрельбы, окна были разбиты, орган сломан, а в притворе была устроена конюшня.
В 3-х милях (5 км) от Уэлса на реке Экс располагался порт Бледней, куда поставлялись товары. В средние века зарубежная торговля осуществлялась через порт Рэкли. В XIV веке французский корабль проплыл вверх по реке, и в 1388 году Томас Таннер из Уэлса через порт Рэкли начал экспорт тканей и кукурузы в Португалию, а обратно получал железо и соль. Уэлс был центром производства тканей, но в XVI и XVII веках объём торговли тканями уменьшился, однако город сохранил свою важную роль на рынке.
В Уэлсе были открыты три железнодорожные станции. Первая станция — Прайори Роад (англ. Priory Road) — открылась в 1859 году и относилась к Центральной железной дороге Сомерсета (позднее железная дорога Сомерсета и Дорсета (англ. Somerset and Dorset Joint Railway)) и была развязкой на короткие ответвления от Гластонбери. Вторая железнодорожная станция — Восточный Сомерсет (англ. East Somerset) — была построена к востоку от Прайори Роад в 1870 году, на открытой ещё в 1862 году ветке от Уизхема. В 1870 году на ветке Чеддер Веллей железной дороги Бристоля и Эксетера (англ. Somerset and Dorset Joint Railway) от Яттона до Уэлса была построена третья станция. Эту станцию назвали впоследствии Такер-стрит (англ. Tucker Street).
Но к 1963 году все станции в Уэлсе для пассажиров были закрыты. А в следующем, 1964 году в Уэлсе прекратились и грузовые перевозки.
Во время Второй мировой войны в парке Стоуберри (англ. Stowberry) в Уэлсе располагался лагерь военнопленных, где в основном были итальянские пленные, захваченные во время Западной пустынной кампании. Впоследствии там содержались и пленные немцы, захваченные во время боёв в Нормандии. Лагерь Пенлей (англ. Penleigh) на Вукей Холл Роад (англ. Wookey Hole Road) был немецким рабочим лагерем.

## Уэлс в культуре
В городе провёл детство известный британский режиссёр Эдгар Райт, снявший фильм «A Fistful of Fingers», в котором действие происходит в городе Уэлсе. Также Райт снял в Уэлсе «Типа крутые легавые» и свой первый фильм «Dead Right».

## Примечание
1. ↑  Wells Parish. Neighbourhood Statistics. Office for National Statistics. Дата обращения: 1 января 2014. Архивировано из оригинала 2 января 2014 года.
2. ↑  Wells (англ.). Encyclopædia Britannica. Дата обращения: 1 марта 2014.
3. ↑  London Gazette, issue no. 46255, April 4, 1974
4. ↑  Lornie Leete-Hodge. Curiosities of Somerset (неопр.). — Bodmin: Bossiney Books, 1985. — С. 29. — ISBN 0906456983.
5. ↑  Else, David. Great Britain (Lonely Planet Country Guides). amazon.co.uk 339 (2009). Дата обращения: 14 октября 2011.
6. ↑  Wells City Council. wells.gov.uk (2011). — «Wells is England's smallest city». Дата обращения: 14 октября 2011. Архивировано 23 октября 2011 года.
7. ↑  Имя Уэлса (англ.). Архивировано 4 марта 2016 года.
8. ↑  Собор Уэлса (англ.). Архивировано 4 июля 2013 года.
9. ↑  Археологические исследования Уэлса (англ.). Архивировано 24 марта 2012 года.
10. ↑  Stephen Robinson. Somerset Place Names. Wimbourne: The Dovecote Press Ltd., 1992. ISBN 978-1-874336-03-7
11. ↑  Michael Havinden. The Somerset Landscape. The making of the English landscape. London: Hodder and Stoughton, 1982. pp. 210. ISBN 0-340-20116-9
12. ↑  История Кафедрального собора Уэлса. (англ.). Архивировано 11 марта 2009 года.
13. ↑  История личной и общественной жизни Уильяма Пенна Архивная копия от 28 января 2022 на Wayback Machine  (англ.)
14. ↑  Восстание в Монмутшире (англ.) (недоступная ссылка — история).
15. ↑  Исторические записи о Сомерсете (англ.). Архивировано 2 декабря 2013 года.
16. ↑  Железная дорога Бристоля и Эксетера (англ.). Архивировано 7 января 2009 года.
17. ↑  Лагеря для военнопленных (1939—1948). Дата обращения: 16 февраля 2010. Архивировано 29 сентября 2009 года.
18. ↑  Hot Fuzz film locations (2007) Архивная копия от 3 августа 2017 на Wayback Machine (англ.)
19. ↑  The Hot Fuzz Film Tour Архивная копия от 13 января 2015 на Wayback Machine (англ.)